# Park Narodowy Skuleskogen
Park Narodowy Skuleskogen – park narodowy leżący na środkowo-wschodnim wybrzeżu Szwecji, koło miasta Örnsköldsvik, w gminach Örnsköldsvik i Örnsköldsvik, w regionie Västernorrland. Utworzony w 1984 i rozszerzony w 1989. Bogaty we florę i faunę, również w gatunki rzadkie, oraz w charakterystyczny granit rapakiwi. Stanowi część obszaru Höga Kusten wpisanego na listę światowego dziedzictwa UNESCO. Znajdują się tam również ślady osadnictwa z epoki brązu.
Teren parku, w latach 1860–1900, był silnie eksploatowany. Przez te lata wycięty został niemal cały przemysłowo użyteczny las. Dzięki sprzyjającemu klimatowi i urodzajnej glebie, w ciągu 100 lat zdążył się odrodzić do pierwotnego stanu.

## Ukształtowanie terenu

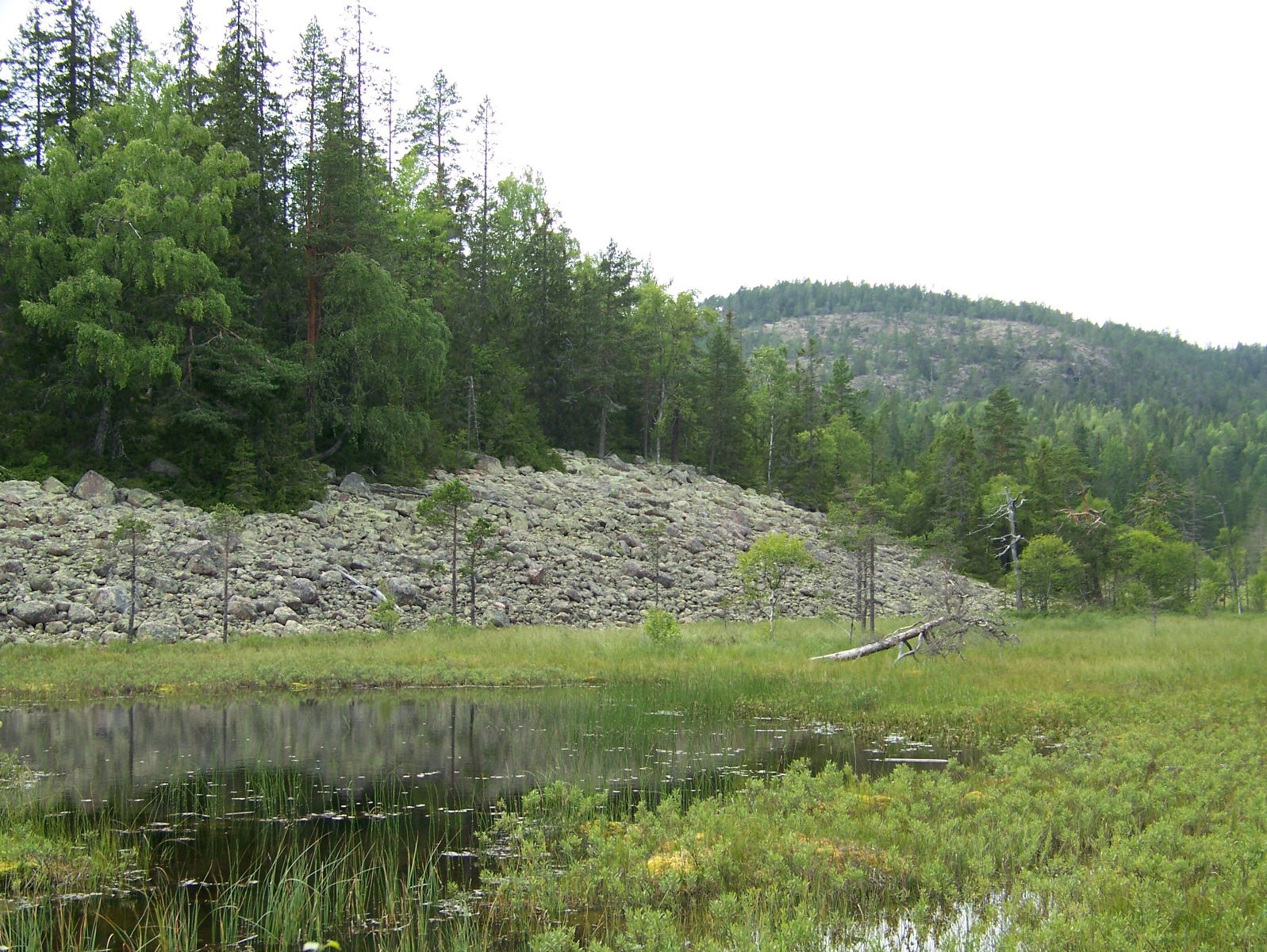
Zróżnicowany teren parku Skuleskogen

W parku znajdują się niskie góry pokryte w połowie powierzchni gołoborzami i pierwotnym lasem (dominuje sosna i świerk; najstarsze drzewa w wieku 500-600 lat, a od 150 lat nie zanotowano tam pożaru lasu), oraz unikalne w skali światowej wybrzeże, stanowiące część wpisanego na listę światowego dziedzictwa UNESCO obszaru Höga Kusten ("wysokie wybrzeże"). Na terenie parku znajdują się również ślady osadnictwa ze epoki brązu.
Teren parku został ukształtowany przez lodowiec, około 9 000 lat temu. Na obszarze Höga Kusten napierał tak mocno, że ląd został wciśnięty około 280 metrów pod poziom mórz. Na ich poziom wystawało jedynie kilka szczytów. Od tego czasu z powrotem się wypiętrza. Przez pierwsze 400 lat, o około 60 metrów. Potem wypiętrzał się z szybkością około 1 m na 100 lat (jeden z najszybciej wypiętrzających się obszarów Szwecji). Tempo to jest zachowane do dziś, a najwyższe szczyty mają już około 300 m wysokości. Charakterystycznymi elementami krajobrazu parku jest wąwóz Slåttdalsskrevan (200 metrów długości, 40 metrów głębokości i 7 m szerokości) oraz góra Kalottberget, o zalesionym szczycie i niezadrzewionych zboczach oraz obficie tutaj występujący granit rapakiwi.
Park leży na pograniczu kilku stref wegetacyjnych, co czyni jego florę i faunę bardzo bogatą i zróżnicowaną.
Gleba na terenie parku jest wyjątkowo żyzna, o czym świadczy fakt, że większość lasu w parku została wycięta 90-130 lat temu, a teraz rosną tam dorodne i dorosłe drzewa. Żyzność zawdzięcza najpewniej stałej erozji skał, co dostarcza roślinom wielu składników mineralnych. W środkowej części parku występują również bagna.

## Flora

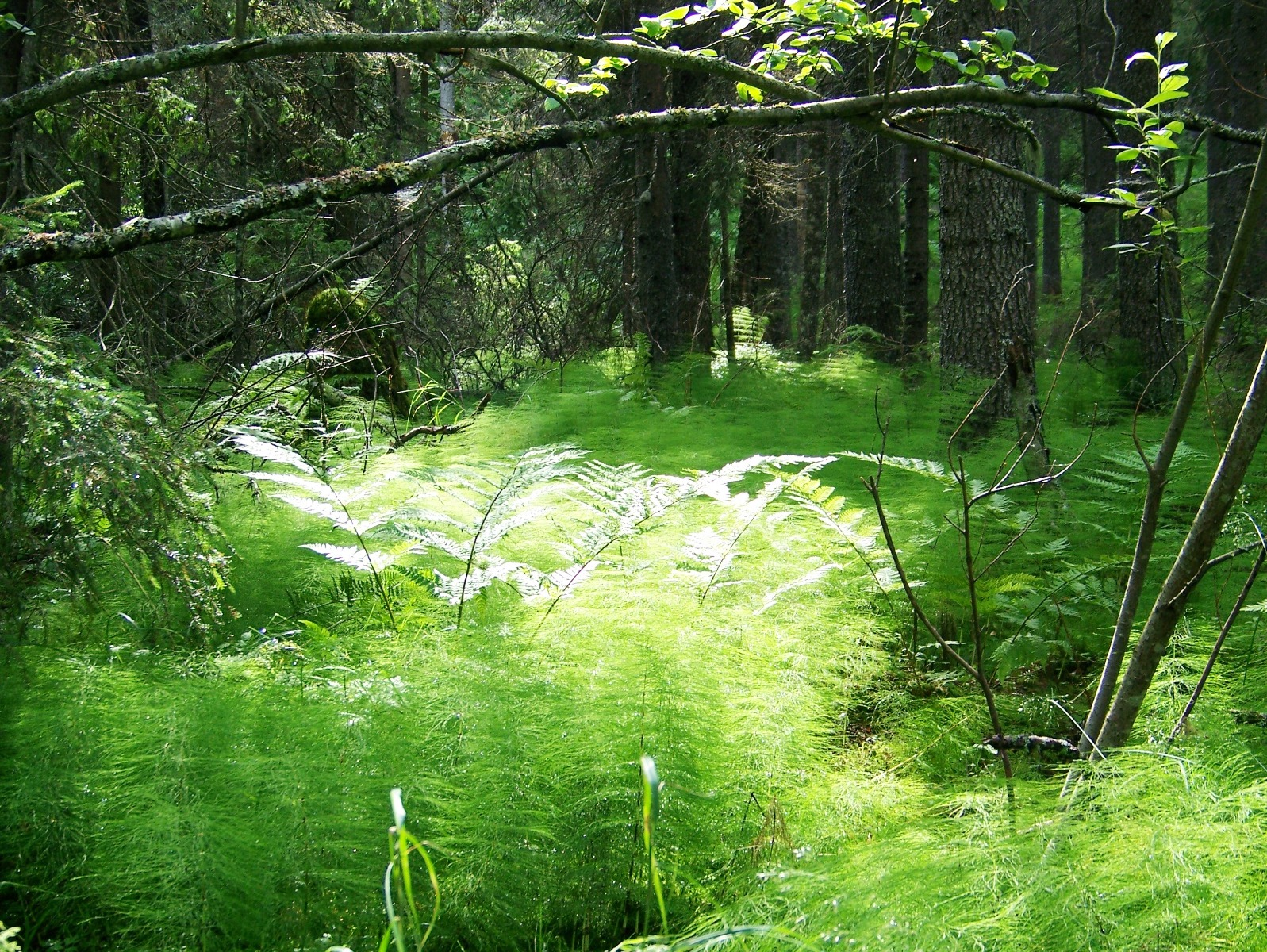
Skrzypy i paprocie w parku Skuleskogen

Najbardziej znaczącym gatunkiem roślinności parku jest rzadki porost brodaczka najdłuższa (Usnea longissima) - rosnący wyłącznie na starych świerkach i wrażliwy nawet na najmniejsze ilości zanieczyszczeń.
- Drzewa: świerk, sosna, lipa, klon, leszczyna
- Trawy: kostrzewa
- Inne: modrzyk górski, Tofieldia pusilla, firletka alpejska, paprotnik kolczysty

## Fauna
Bogata populacja ptactwa, m.in.:
- Dzięcioły: zielonosiwy, czarny, trójpalczasty, duży, białogrzbiety i dzięciołek
- Głuszcowate: głuszec, jarząbek, cietrzew, pardwa mszarna
- Śpiewające: jemiołuszkowate, strzyżyki, świstunka leśna, kapturka, sikora sosnówka, sikora czubatka, sójka syberyjska

Do spotykanych ssaków należą: łoś, sarna, ryś, lis, suseł, gronostaj, kuna leśna, łasica, zając bielak, wiewiórka pospolita

## Zabytki

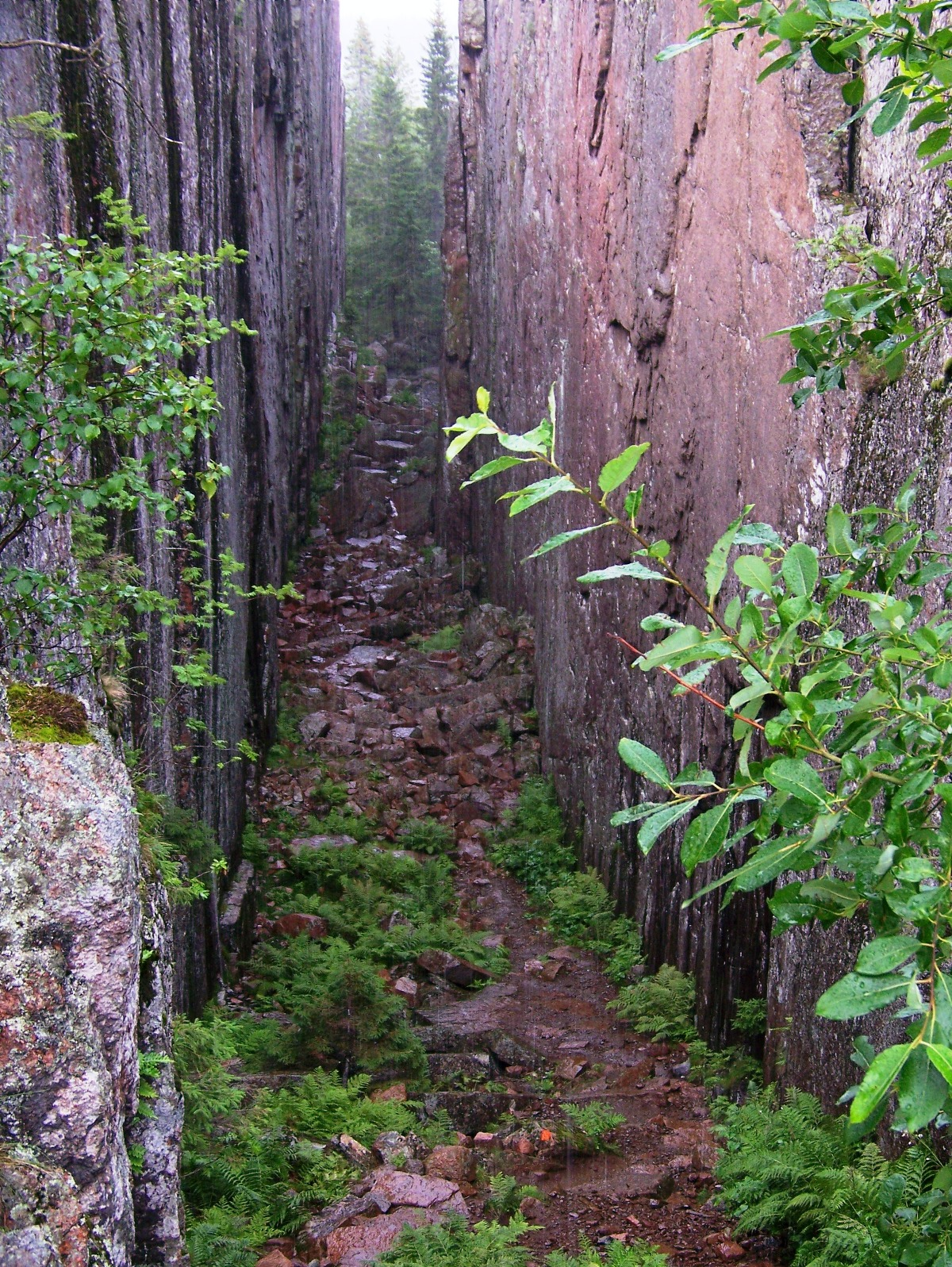
Wąwóz Slåttdalsskrevan

Na terenie parku zachowało się wiele śladów osadnictwa ludzkiego. Najstarsze z nich to kurhany z końca epoki brązu (1500-500 p.n.e.), położone między Näskefjärden i Kälaviken. Część ze szlaków turystycznych jest poprowadzona istniejącymi już od stuleci ścieżkami.

## Zwiedzanie
Park jest dostępny do zwiedzania przez cały rok. Położony jest niedaleko międzynarodowej trasy E4, około 40 km na południe od Örnsköldsvik. W parku wytyczono około 32 km szlaków turystycznych i umieszczono czynne cały rok chatki (trzy: Näskebodarna, Skrattabbortjärn, Lillruten) i schrony (dwa). Przez park przechodzi regionalny szlak turystyczne "Höga Kustenleden". Kemping z namiotami jest dozwolony wyłącznie we wschodniej części parku i na łące Skrattabbortjärn, tylko przez jedną noc w danym miejscu.

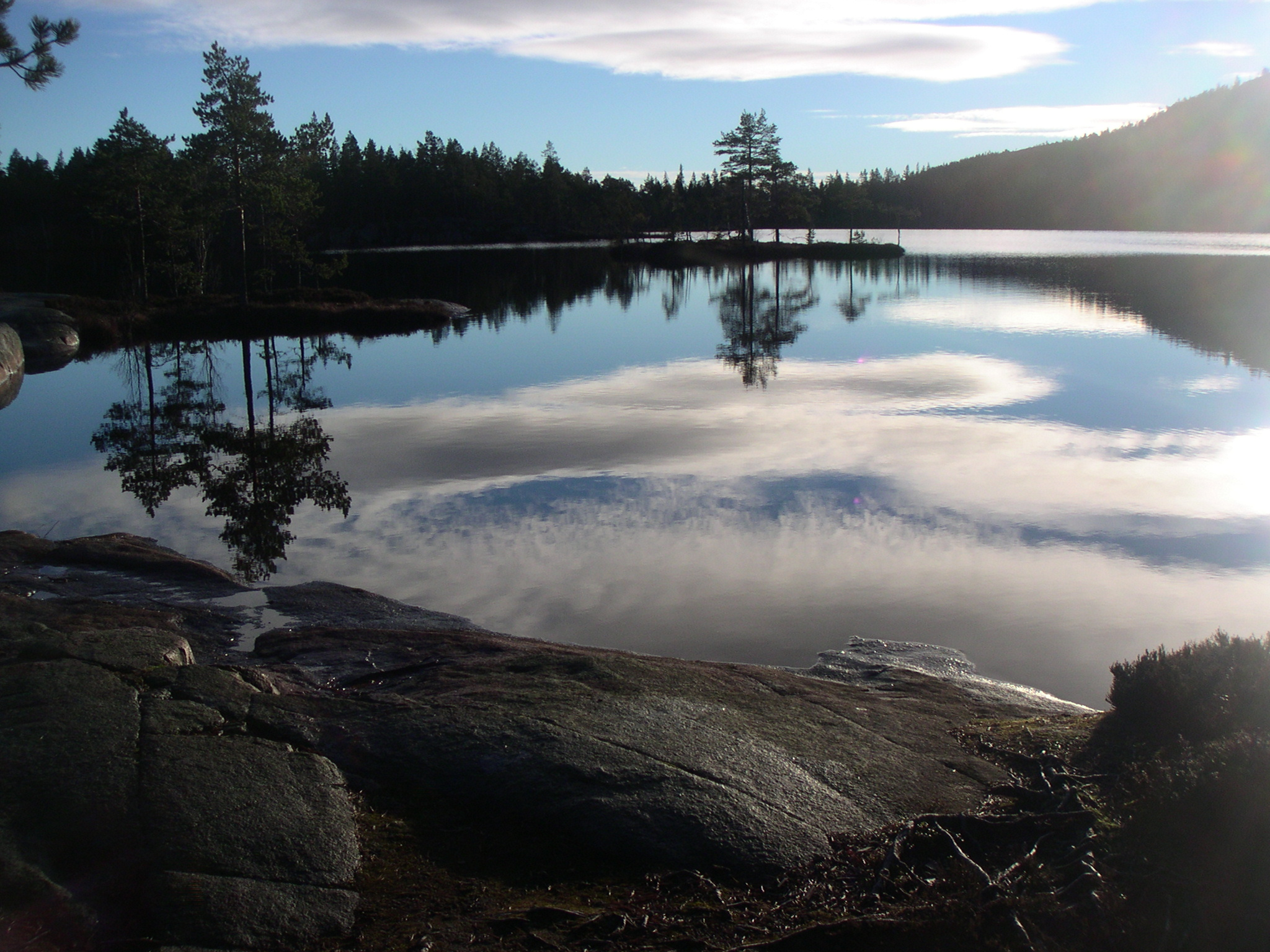
Tärnetvattnet
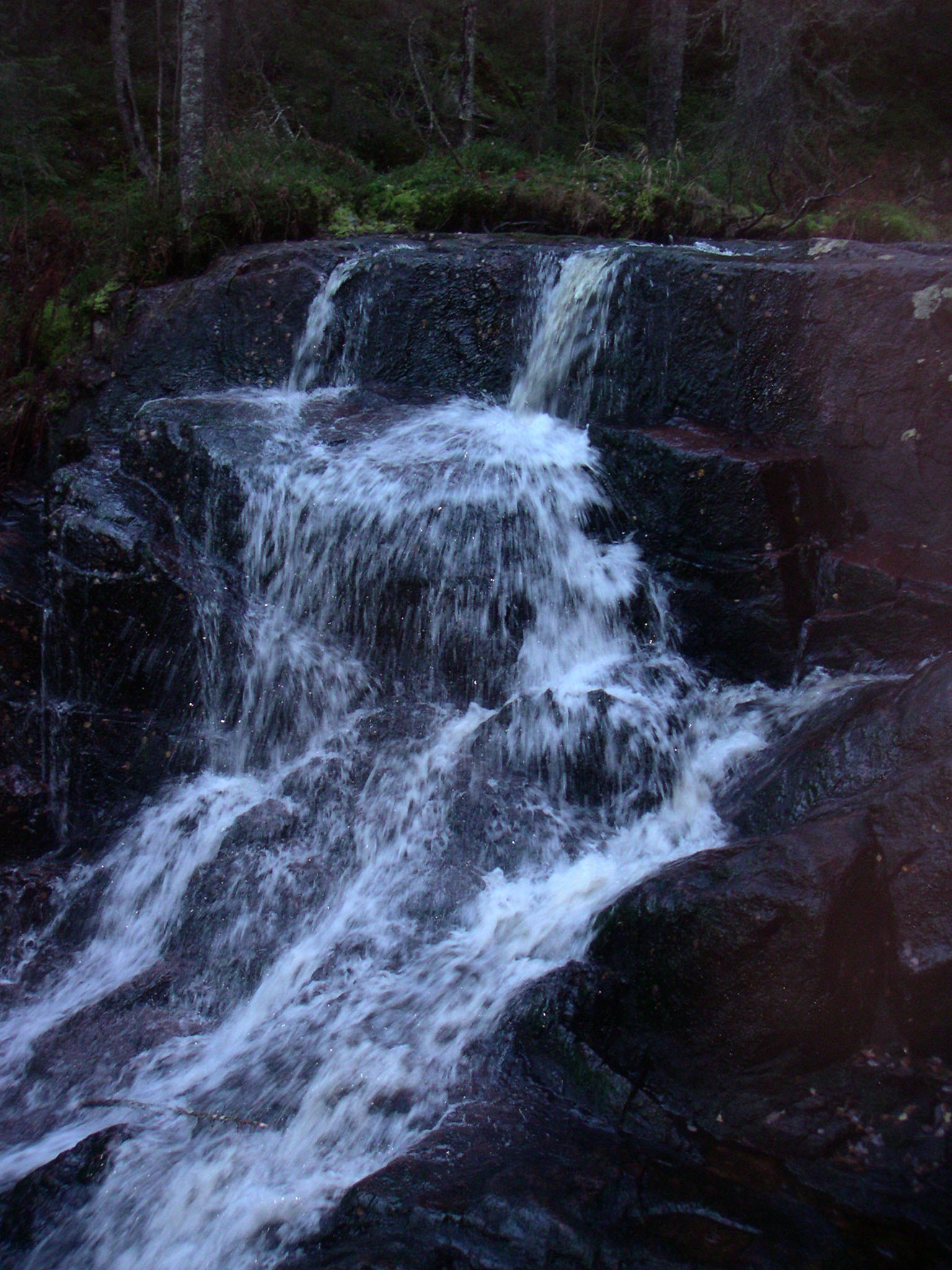
Skravelbäcken
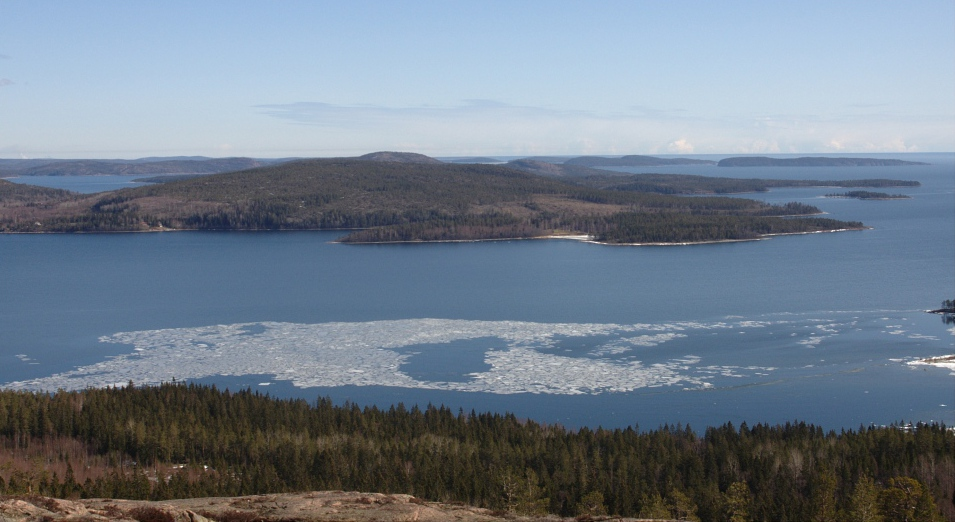
Bottenhavet